# Ладога (Индијана)
Ладога (енгл. Ladoga) град је у америчкој савезној држави Индијана.

## Демографија
По попису из 2010. године број становника је 985, што је 62 (-5,9%) становника мање него 2000. године.
| Група             | 2000.         | 2010.       |
| Белци             | 1.031 (98,5%) | 963 (97,8%) |
| Афроамериканци    | 2 (0,2%)      | 1 (0,1%)    |
| Азијати           | 3 (0,3%)      | 3 (0,3%)    |
| Хиспаноамериканци | 6 (0,6%)      | 10 (1,0%)   |
| Укупно            | 1.047         | 985         |